# Ashmeadiella leucozona
Ashmeadiella leucozona är en biart som beskrevs av Cockerell 1924. Ashmeadiella leucozona ingår i släktet Ashmeadiella och familjen buksamlarbin. Inga underarter finns listade i Catalogue of Life.